# Xiong Yan

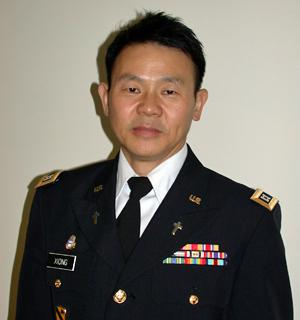
Xiong Yan in Militäruniform der US-Armee

Xiong Yan (chinesisch 熊焱; * 1. September 1964 in Shuangfeng, Volksrepublik China) ist ein aus China stammender Dissident, der an den Protesten auf dem Tian’anmen-Platz 1989 beteiligt war. Xiong Yan studierte von 1986 bis 1989 an der juristischen Fakultät der Universität Peking. Er kam 1992 als politischer Flüchtling in die Vereinigten Staaten, erwarb die US-amerikanische Staatsbürgerschaft, wurde später Kaplan in der United States Army und diente im Irak.
Xiong Yan ist Autor von drei Büchern und hat sechs Akademische Grade erlangt.

## Dissident
Xiong Yan wuchs in der Provinz Hunan auf und ging nach Peking, um an der Universität Peking zu studieren. Xiong war ein Mitglied auf Probe der Kommunistischen Partei Chinas. Während Xiong an der Pekinger Universität studierte, war er Mitglied einer von Liu Gang organisierten oppositionellen Diskussionsgruppe.
Während der Tiananmen-Platz-Proteste von 1989 betätigte sich Xiong als Studentenführer. Nach der Niederschlagung der Proteste landete er auf Platz 14 auf der Liste der 21 meistgesuchten Aktivisten der Tiananmen-Proteste des Büros für öffentliche Sicherheit der Stadt Peking. Xiong wurde Ende Juni 1989 in Datong festgenommen und unter Bewachung Hunderter bewaffneter Soldaten nach Peking zurückgebracht. Danach wurde er 19 Monate im Qincheng-Gefängnis eingesperrt, ohne dass er eines Verbrechens angeklagt wurde.
Nach Xiongs Freilassung wurden ihm seine akademischen Zeugnisse entzogen und er erhielt keinen Personalausweis. Während dieser Zeit bekehrte er sich zum Christentum, nachdem er ein Mitglied einer im Untergrund agierenden Chinesischen Hauskirche kennengelernt hatte. Im Mai 1992 floh er über Hongkong aus Festlandchina. Nachdem er politisches Asyl erhalten hatte, zog er im Juni 1992 in die Vereinigten Staaten um, wo er zunächst in der Metropolregion von Los Angeles lebte.

## In den Vereinigten Staaten
Xiong Yan zog nach Boston, wo er an der Harvard University Amerikanisches Englisch studierte. Er wurde von der Harvard Divinity School als Student angenommen, doch lehnte er die Aufnahme ab. Xiong besuchte später die theologische Hochschule Gordon-Conwell, wo er einen Doktortitel erhielt. Im Jahr 2005 gab er in der Zeitung Epoch Times bekannt, dass er seine Mitgliedschaft in der Kommunistischen Partei Chinas zurückgezogen hätte. Xiong ist weiterhin bei der China-Demokratiebewegung im Ausland aktiv. 2009 reiste er nach Hongkong, um am Jahrestag der Tiananmen-Niederschlagung des 4. Juni an einer Kerzenlicht-Mahnwache teilzunehmen. Nach Schätzungen nahmen 150.000 Menschen an der Mahnwache teil. Es war der erste China-Besuch Xiongs seit 1992. Im Jahr 2010 waren Chai Ling und Xiong Ausschussmitglieder bei einer Diskussion über Chinas Ein-Kind-Politik im Rayburn-House-Bürogebäude in Washington, D.C. 2015, nachdem Xiong erfuhr, dass sich die Gesundheit seiner Mutter verschlechtert hatte, appellierte er an die chinesische Regierung, ihm einen Besuch seiner Mutter zu ermöglichen.

## Militärdienst
Xiong Yan trat der United States Army bei. Im Jahr 1999 war er Sergeant bei den Armee-Reservisten. Er arbeitete an seinem zweiten Bachelor-Abschluss und studierte an der University of North Carolina. Nach acht Jahren Dienst bei den Armee-Reservisten, erhielt Xiong 2003 den Rang eines Offiziers. Er dient als protestantischer Kaplan der Evangelical Church Alliance (Evangelischen Kirchenallianz). 2010 war Xiong als Kaplan in Fort Rucker, Alabama tätig. und 2014 wurde er in Fort Bliss stationiert.
Xiong diente bei zwei Einsätzen im Irak. Er zog in Erwägung, sich nach Ende seines Militärdiensts als Kandidat für den Kongress aufstellen zu lassen.

## Wahlkampf für den Kongress
Xiong Yan kandidierte 2022 bei den Vorwahlen der Demokratischen Partei für den US-Kongress im 1. Kongressbezirk von New York, landete aber weit abgeschlagen. Das Justizministerium der Vereinigten Staaten veröffentlichte Berichte, dass seine Kampagne von Agenten des chinesischen Ministeriums für Staatssicherheit gestört wurde, einschließlich Überwachung und Diskussionen über mögliche Verleumdungskampagnen, sowie körperlicher Angriffe.

## Privates
Xiong Yan ist mit Qian Liyun verheiratet. Sie war im Jahr 1992 zusammen mit Shen Tong, wegen ihrer Tätigkeit im Zusammenhang mit dem Demokratie für China Fonds verhaftet worden. Beide wurden freigelassen und in die Vereinigten Staaten geschickt. In den Vereinigten Staaten trat Liyun auch der US-Armee bei.